# Le Compas
Le Compas är en kommun i departementet Creuse i regionen Nouvelle-Aquitaine i de centrala delarna av Frankrike. Kommunen ligger i kantonen Auzances som tillhör arrondissementet Aubusson. År 2022 hade Le Compas 192 invånare.

## Befolkningsutveckling
Antalet invånare i kommunen Le Compas
Referens:INSEE